# Луговый
Луговый (бел. Лугавы; до 4 декабря 1964 посёлок — имени Сталина) — посёлок в Чеботовичском сельсовете Буда-Кошелёвского района Гомельской области Белоруссии.

## География

### Расположение
В 19 км на юго-запад от районного центра и железнодорожной станции Буда-Кошелёвская (на линии Жлобин — Гомель), 56 км от Гомеля.

## Транспортная сеть
Транспортные связи по просёлочной, затем автомобильной дороге Жлобин — Гомель. Планировка состоит из короткой почти прямолинейной улицы, ориентированной с юго-востока на северо-запад и застроенной односторонне деревянными домами усадебного типа.

## История
Основан в начале 1920-х годов на бывших помещичьих землях переселенцами с соседних деревень. В 1929 году жители деревни вступили в колхоз. В составе совхоза «Чеботовичи» (центр — деревня Чеботовичи).

## Население

### Численность
- 2004 год — 9 хозяйств, 15 жителей.

### Динамика
- 2004 год — 9 хозяйств, 15 жителей.